# آنژنهیرو کالداس
آنژنهیرو کالداس (به پرتغالی: Engenheiro Caldas) یک منطقهٔ مسکونی در برزیل است که در میناز ژرایس واقع شده‌است. آنژنهیرو کالداس ۱۱٬۲۰۲ نفر جمعیت دارد.